# Tel·lurantimoni
El tel·lurantimoni és un mineral de la classe dels sulfurs, que pertany al grup de la tetradimita. Rep el nom de la seva composició: tel·luri i antimoni.

## Característiques
El tel·lurantimoni és un sulfur de fórmula química Sb₂Te₃. Va ser aprovada com a espècie vàlida per l'Associació Mineralògica Internacional l'any 1972. Cristal·litza en el sistema trigonal. La seva duresa a l'escala de Mohs és 2.
Segons la classificació de Nickel-Strunz, el tel·lurantimoni pertany a «02.DC - Sulfurs metàl·lics, amb variable proporció M:S» juntament amb els següents minerals: hedleyita, ikunolita, ingodita, joseïta-B, kawazulita, laitakarita, nevskita, paraguanajuatita, pilsenita, skippenita, sulfotsumoïta, tel·lurobismutita, tetradimita, tsumoïta, baksanita, joseïta-C, protojoseïta, sztrokayita, vihorlatita i tel·luronevskita.

## Formació i jaciments
Va ser descoberta a la mina del llac Mattagami, a la localitat amb el mateix nom, Matagami, a Nord-du-Québec (Quebec, Canadà). Tot i tractar-se d'una espècie no gaire habitual ha estat descrita en tots els continents del planeta a excepció de l'Antàrtida.